# Championnat d'Ouzbékistan de football 2000
Navigation
Saison précédente Saison suivante
La saison 2000 du Championnat d'Ouzbékistan de football est la neuvième édition de la première division en Ouzbékistan, organisée sous forme de poule unique, l'Oliy Liga, où toutes les équipes se rencontrent deux fois au cours de la saison. En fin de saison, les trois derniers du classement sont relégués tandis que le 17e dispute un barrage de promotion-relégation.
C'est le FK Dostlik Tachkent, tenant du titre, qui remporte à nouveau le championnat cette saison après avoir terminé en tête du classement final, avec quatre points d'avance sur le Neftchi Ferghana et neuf sur Nasaf Qarshi. C'est le 2e titre de champion d'Ouzbékistan de l'histoire du club, qui réussit même le doublé en s'imposant en finale de la Coupe d'Ouzbékistan.

## Clubs participants
- Pakhtakor Tachkent
- Neftchi Ferghana
- Sogdiana Jizzakh
- FK Bukhara
- Navbahor Namangan
- FK Gulistan[1]
- Zarafshon Navoiy
- FK Andijan
- FK Kyzylkum Zarafshan - Promu de Birinchi Liga
- FK Turon Nukus[2] - Promu de Birinchi Liga
- Traktor Tachkent
- Surxon Termiz
- FK Samarqand-Dinamo
- Xorazm Urganch
- Temiryulchi Kokand
- Nasaf Qarshi
- Metallurg Bekabad
- FK Dostlik Tachkent
- FK Semurg Angren - Promu de Birinchi Liga
- Qimyogar Chirchiq - Promu de Birinchi Liga

## Compétition
Le barème de points servant à établir le classement se décompose ainsi :
- Victoire : 3 points
- Match nul : 1 point
- Défaite : 0 point

### Classement
| Rang | Équipe                   | Pts | J  | G  | N  | P  | Bp  | Bc  | Diff |
| ---- | ------------------------ | --- | -- | -- | -- | -- | --- | --- | ---- |
| 1    | FK Dostlik Tachkent T'C' | 94  | 38 | 30 | 4  | 4  | 108 | 44  | +64  |
| 2    | Neftchi Ferghana         | 90  | 38 | 28 | 6  | 4  | 96  | 32  | +64  |
| 3    | Nasaf Qarshi             | 85  | 38 | 26 | 7  | 5  | 92  | 52  | +40  |
| 4    | FK Samarqand-Dinamo      | 75  | 38 | 24 | 3  | 11 | 92  | 47  | +45  |
| 5    | Navbahor Namangan        | 65  | 38 | 19 | 8  | 11 | 92  | 56  | +36  |
| 6    | FK Bukhara               | 65  | 38 | 20 | 5  | 13 | 73  | 60  | +13  |
| 7    | Pakhtakor Tachkent       | 60  | 38 | 17 | 9  | 12 | 67  | 51  | +16  |
| 8    | FK Andijan               | 55  | 38 | 15 | 10 | 13 | 82  | 62  | +20  |
| 9    | Surxon Termez            | 52  | 38 | 15 | 7  | 16 | 69  | 79  | -10  |
| 10   | Traktor Tachkent         | 51  | 38 | 15 | 6  | 17 | 54  | 52  | +2   |
| 11   | FK Kyzylkum Zarafshan P  | 51  | 38 | 13 | 12 | 13 | 46  | 55  | -9   |
| 12   | FK Semurg Angren P       | 47  | 38 | 13 | 8  | 17 | 63  | 75  | -12  |
| 13   | Metalourg Bekabad        | 44  | 38 | 12 | 8  | 18 | 44  | 58  | -14  |
| 14   | FK Kimyogar Chirchiq P   | 42  | 38 | 11 | 9  | 18 | 47  | 65  | -18  |
| 15   | FK Turon Nukus P         | 37  | 38 | 10 | 7  | 21 | 41  | 82  | -41  |
| 16   | Zarafshon Navoi          | 34  | 38 | 8  | 10 | 20 | 37  | 72  | -35  |
| 17   | Sogdiana Jizzakh         | 32  | 38 | 9  | 5  | 24 | 46  | 96  | -50  |
| 18   | FK Gulistan              | 31  | 38 | 8  | 7  | 23 | 39  | 70  | -31  |
| 19   | Xorazm Urganch           | 30  | 38 | 8  | 6  | 24 | 38  | 67  | -29  |
| 20   | Temiryolchi Kokand       | 29  | 38 | 8  | 5  | 25 | 53  | 104 | -51  |

|  | Champion d'Ouzbékistan 2000                                                         |
|  | Qualification pour la Coupe des clubs champions 2001-2002                           |
|  | Qualification pour la Coupe des Coupes 2001-2002                                    |
|  | Participation au barrage de promotion-relégation                                    |
|  | Relégation directe en Birinchi Liga                                                 |
|  | T: Tenant du titre C: Vainqueur de la Coupe d'Ouzbékistan P: Promu de Birinchi Liga |

### Matchs

#### Barrage de promotion-relégation
| Équipe 1              | Résultat | Équipe 2             | Aller | Retour |
| --------------------- | -------- | -------------------- | ----- | ------ |
| Sogdiana Jizzakh (D1) | -        | (D2) Mash'al Mubarek | -     | -      |

- Sogdiana Jizzakh remporte le barrage et se maintient en Oliy Liga.

## Bilan de la saison
| Championnat d'Ouzbékistan de football 2000 |                                |
| Champion                                   | FK Dostlik Tachkent (2e titre) |
| Coupes et trophées                         |                                |
| Vainqueur de la Coupe d'Ouzbékistan 2000   | FK Dostlik Tachkent            |
| Qualifications continentales               |                                |
| Coupe des clubs champions 2001-2002        | Nasaf Qarshi                   |
| Coupe des Coupes 2001-2002                 | Pakhtakor Tachkent             |
| Promotions et relégations                  |                                |
| Promus en Oliy Liga                        | FK Academia Tachkent           |
| Relégués en Birinchi Liga                  | PFK Gulistan                   |
| Relégués en Birinchi Liga                  | Xorazm Urganch                 |
| Relégués en Birinchi Liga                  | Temiryolchi Kokand             |